# 544 Jetta
Jetta (asteroide 544) é um asteroide da cintura principal com um diâmetro de 24,58 quilómetros, a 2,1883899 UA. Possui uma excentricidade de 0,1550684 e um período orbital de 1 522,46 dias (4,17 anos).
Jetta tem uma velocidade orbital média de 18.50721922 km/s e uma inclinação de 8.37667º.
Esse asteroide foi descoberto em 11 de Setembro de 1904 por Paul Götz.